# K5 (Band)
K5 ist ein EDM-Projekt des US-amerikanischen Musikproduzenten Kevin Shiver. Mit dem Lied Passion gelang K5 Ende der 1990er ein Charterfolg in den Billboard Hot 100 sowie Anfang der 2000er in den deutschen Musikcharts.

## Geschichte
K5 wurde 1995 von Kevin Shiver gegründet. Der Name K5 setzt sich aus dem ersten Buchstaben seines Vornamens K, sowie aus der 5, die von Shivers vorherigem Musikprojekt Project 5 genommen wurde, zusammen. Das erste Lied Passion, welches von Shiver 1995 geschrieben und produziert wurde und bei welchem Tammy Wright den Gesang beisteuerte, wurde 1996 zuerst auf Schallplatte veröffentlicht. Nach der Aufnahme von Passion verließ Wright das Projekt. Da sich nach eigenen Angaben diese Platte über 8.000 mal verkauft hat, bekam K5 Angebote von Plattenfirmen für eine Single-Veröffentlichung. Passion konnte sich am 8. Februar 1997 in den Billboard Hot 100 platzieren. Insgesamt verbrachte das Lied 3 Wochen in diesen Charts, als Höchstposition erreichte es Platz 98. Nachdem das Lied in Deutschland in verschiedenen Clubs gespielt wurde und dadurch in dieser Musikszene Bekanntheit erlangte, entschloss sich Universal Music zu einer Single-Veröffentlichung in Deutschland, sowie zur Aufnahme eines Musikvideos. Dieses wurde 2001 in Miami aufgenommen, als Sängerin fungierte in diesem Video jedoch nicht mehr Wright, da sie dieses Projekt schon länger verlassen hatte. In die deutschen Singlecharts gelang Passion demzufolge vier Jahre nach Veröffentlichung. Platz 53 stellt die Höchstposition für die Single in diesen Charts dar, 6 Wochen verbrachte Passion insgesamt in den deutschen Singlecharts. Die zweite Single, Lift You Up, erschien 1997, konnte sich jedoch in keinen Singlecharts platzieren. Es folgten einige Veröffentlichungen auf Vinyl, aber keine Single-Veröffentlichungen mehr. Heutzutage arbeitet Shiver weiterhin als Musikproduzent und DJ.

## Diskografie

### Studioalben
| Jahr | Titel | Höchstplatzierung, Gesamtwochen, AuszeichnungChartplatzierungen (Jahr, Titel, Platzierungen, Wochen, Auszeichnungen, Anmerkungen) | Höchstplatzierung, Gesamtwochen, AuszeichnungChartplatzierungen (Jahr, Titel, Platzierungen, Wochen, Auszeichnungen, Anmerkungen) | Anmerkungen                |
| Jahr | Titel | DE | US | Anmerkungen                |
| ---- | ----- | --- | --- | -------------------------- |
| 1997 | K5    | — | — | Erstveröffentlichung: 1997 |

### Singles
| Jahr | Titel Album | Höchstplatzierung, Gesamtwochen, AuszeichnungChartplatzierungen (Jahr, Titel, Album, Platzierungen, Wochen, Auszeichnungen, Anmerkungen) | Höchstplatzierung, Gesamtwochen, AuszeichnungChartplatzierungen (Jahr, Titel, Album, Platzierungen, Wochen, Auszeichnungen, Anmerkungen) | Anmerkungen                |
| Jahr | Titel Album | DE | US | Anmerkungen                |
| ---- | ----------- | --- | --- | -------------------------- |
| 1997 | Passion K5  | DE53 (6 Wo.)DE | US98 (3 Wo.)US | Erstveröffentlichung: 1996 |

Weitere Veröffentlichungen
- 1996: Funky Rhythm (Vinyl)
- 1997: Lift You Up